# Ján Zachara
Ján Zachara (Trencin, 27 de agosto de 1928-Nová Dubnica, 2 de enero de 2025) fue un boxeador checoslovaco de la categoría de peso pluma. Al momento de su muerte era el campeón olímpico más viejo con vida de Eslovaquia.

## Carrera
No asistió a las olimpiadas de 1948 debido a que fue seleccionado otro boxeador por parte del Partido Comunista. Su primera aparición en Juegos Olímpicos fue en Helsinki 1952 donde venció en la primera ronda a Åke Wärnström de Suecia por decisión unánime, en la segunda ronda venció también por decisión unánime a Su Bung-nan de Corea del Sur, en los cuartos de final venció a János Erdei de Hungría por decisión dividida, en las semifinales venció a Leonard Leisching de Sudáfrica por decisión devidida y ganó la medalla de oro luego de vencer en la final a Sergio Caprari de Italia por decisión dividida.
Su segunda aparición fue en Melbourne 1956 donde en la segunda ronda venció por puntos a Dong-hun Chung de Corea del Sur para luego perder en los cuartos de final ante Pentti Hämäläinen de Finlandia por puntos.

## Tras el retiro
Luego de retirarse como boxeador se mudó a Dubnica nad Váhom donde entrenó a jóvenes boxeadores.